# Департамент культурного наследия города Москвы
Департамент культурного наследия г. Москвы (Мосгорнаследие, ДКН) — отраслевой орган исполнительной власти города Москвы, уполномоченный в области государственной охраны, сохранения, использования и популяризации объектов культурного наследия (памятников истории и культуры) народов Российской Федерации. Обеспечивает разработку и реализацию политики города в области недвижимого культурного наследия. Департамент подотчётен Правительству Москвы.

## История
Начало государственному регулированию охраны культурного наследия в Москве было положено в 1917 году. После Февральской революции в городе был создан Художественно-просветительный комитет, в состав членов которого входили, в частности, Казимир Малевич, Елена Малиновская, скульптор Евгений Орановский. В ноябре 1917 года, уже после установления советской власти, при участии членов комитета была учреждена Комиссия по охране памятников искусства и старины, подчинённая Моссовету, и ставшая первым государственным органом охраны культурного наследия Москвы. Возглавлял комиссию архитектор П. П. Малиновский. Основные усилия работы комиссии были направлены на реставрацию Московского кремля в связи с готовящимся переездом правительства из Петрограда в Москву. С 1918 года комиссия была в качестве регионального органа подчинена Музейному отделу Всероссийской коллегии по делам музеев и охране памятников искусства и старины при Наркомпросе. Комиссия просуществовала до 1930 года, после чего была упразднена, а в 1935 году был создан новый аналогичный отраслевой орган — Комитет по охране памятников Московской области, а в 1940-е годы — Государственная инспекция охраны памятников (ГИОП). Во второй половине 1920-х годов в деле сохранения культурного наследия Москвы был предпринят ряд важных шагов, — в частности, реставрация стен и башен Китай-города и Красных ворот. Во время Великой Отечественной войны проводились мероприятия по защите культурного наследия города от авиационных бомбардировок: маскировка кремля, прилегающих к нему зданий и ряда других памятников столицы — в особенности архитектурных ансамблей монастырей и усадеб.
В 1984 году ГИОП города Москвы была преобразована в Управление государственного контроля охраны и использования памятников истории и культуры (УГК ОИП) города Москвы. В 1998 году распоряжением мэра Москвы Юрия Лужкова от 11 сентября 1996 года № 295/1-РМ «Об утверждении положения о комитете по архитектуре и градостроительству города Москвы (Москомархитектура)» управление было переименовано в Главное управление охраны памятников (ГУОП) города Москвы. В 2005 году, согласно постановлению Правительства Москвы от 15 февраля 2005 года № 85-ПП, ГУОП было преобразовано в Комитет по культурному наследию города Москвы (Москомнаследие). В 2010 году, постановлением Правительства Москвы от 26 октября 2010 № 981-ПП, — в Департамент культурного наследия города Москвы.

## Современность
Основные задачи департамента направлены на сохранение и популяризацию памятников культурного наследия Москвы, контроль в сфере их государственной охраны, ведение государственного учёта недвижимого культурного наследия и его территорий. С 27 июня 2015 года департамент возглавляет Алексей Емельянов, сменив на этом посту Александра Кибовского. Заместители руководителя — Сергей Мирзоян, Владимир Лякишев, Ирина Карпова, Леонид Кондрашёв.
Руководство политикой охраны культурного наследия Москвы осуществляется департаментом как напрямую, так и через мероприятия, призванные повысить общественный интерес к данной сфере. К примеру, с 2007 года в Москве при участии департамента ежегодно проводятся так называемые «Дни исторического и культурного наследия», в которые широкой публике предоставляется возможность посетить объекты культурного наследия, обычно не являющиеся общедоступными (к примеру, правительственные здания). При департаменте действует научно-методический совет. Поскольку Москва является городом, где с высоким количеством памятников культурного наследия соседствует активное строительство, одна из важных задач департамента — взаимодействие с Департаментом градостроительной политики и строительными компаниями. В частности, при активном участии департамента был разработан градостроительный регламент исторического центра Москвы, а в 2017 году было принято решение не включать исторические здания Москвы в программу реновации жилищного фонда. Также департамент взаимодействует с частными инвесторами, финансирующими реставрацию и содержание памятников культурного наследия Москвы. По словам Алексей Емельянова, в период с 2010 по 2016 год в Москве было отреставрировано более 600 объектов культурного наследия.

### Критика
Департамент культурного наследия периодически подвергается критике, связанной с утратой и незаконным снятием с учёта памятников под нажимом коммерческих структур. Так, в октябре 2010 года при строительстве гостиницы в Малом Козихинском переулке в центре Москвы был повреждён культурный слой, что департамент отрицал. В 2015 году был снесён памятник архитектуры — дом Привалова на Садовнической улице, что впоследствии было расценено департаментом как вынужденная мера. В мае 2017 года была снесена часть построек городской усадьбы А. Н. Неклюдовой XIX века на Малой Бронной улице, что рассматривалось рядом специалистов как уничтожение исторического памятника и привело к критике работы департамента, однако руководитель департамента Алексей Емельянов заявил, что здание фактически не имело ценности, так как давно и многократно было перестроено.
Сразу же после занятия должности мэра Москвы Сергей Собянин уволил широко критиковавшегося руководителя Москомнаследия Валерия Шевчука, а комитет преобразовал в департамент.

## Структура
- Юридическое управление
- Управление государственной службы и кадров
- Первый отдел
- Финансово-бухгалтерское управление
- Управление «одного окна» и контроля за корреспонденцией
- Сектор информационных технологий и защиты информации
- Отдел международных связей и популяризации объектов культурного наследия
- Управление научно-методического обеспечения и организации экспертизы объектов наследия, их территорий и зон охраны
- Отдел документальных фондов
- Сектор земель особого историко-культурного назначения
- Управление контроля за сохранением и использованием объектов архитектуры и истории и организации экспертизы документации по сохранению объектов наследия
- Управление сохранения и использования объектов археологического наследия
- Управление контроля за сохранением и использованием произведений ландшафтной архитектуры, садово-паркового искусства и монументальной скульптуры
- Сектор главного инженера
- Управление контроля за градостроительной деятельностью на исторических территориях, в зонах охраны объектов культурного наследия и организации экспертизы проектной документации
- Инспекция по контролю за соблюдением законодательства в области охраны и использования объектов наследия
- Управление государственного заказчика и инвестиций
- Управление организации использования объектов наследия и их территорий
- Инженерно-эксплуатационное управление
- Сектор по организации и проведению конкурсов, аукционов и запросов котировок
- Управление ведения городского реестра недвижимого культурного наследия и историко-культурного опорного плана
- Сектор пресс-службы